# Svetina
Svetina este o localitate din comuna Štore, Slovenia, cu o populație de 106 locuitori.